# Dispersió de Thomson

Un fotó de longitud d'ona arriba de l'esquerra, col·lideix amb l'objectiu en repòs, i un nou fotó de longitud d'ona emergeix a un angle.

La dispersió de Thomson és la difusió de radiació electromagnètica, com per exemple els raigs X, sobre una partícula lliure (no lligada a cap àtom) carregada, generalment un electró, que es produeix quan l'energia del fotó és petita en comparació a l'energia equivalent de la massa en repòs de la partícula. Aquesta difusió va ser explicada l'any 1906 pel físic anglès Joseph John Thomson (1856 - 1940). La difusió Thomson és un dels règims particulars de l'anomenat efecte Compton.
Aquesta difusió s'efectua per a les energies febles, la radiació electromagnètica és absorbida i després tornada a ser emesa per la partícula. Durant aquesta interacció l'energia transmesa a la partícula carregada pel fotó és negligible, ja que l'energia dels fotons no sobrepassa els 45 keV, es tracta doncs d'una dispersió elàstica. La direcció de propagació de l'ona electromagnètica associada al fotó canvia sense disminució de l'energia.
Aquesta dispersió és similar a la difusió de Rayleigh amb la diferència que aquesta darrera s'efectua per partícules carregades lligades a àtoms.
Per les altes energies, aquest tipus de dispersió esdevé negligible en comparació a la dispersió Compton.